# Unterlangau
Unterlangau ist ein Ortsteil der Stadt Oberviechtach im Oberpfälzer Landkreis Schwandorf in Bayern. Der Ort liegt in der Gemarkung Mitterlangau, die in ihrer Ausdehnung der früheren Gemeinde Langau entspricht.

## Geographische Lage
Unterlangau ist das südlichste Dorf in der Langau. 2 km nordöstlich liegt Mitterlangau und weitere 2 km nördlich folgt Oberlangau. Die Langau (= Lange Au) ist ein schmales, lichtes, nord-süd-gerichtetes Wiesental zwischen den dichten Wäldern des 750 m hohen Stangenberges im Westen und des 808,6 m hohen Stückberg-Greiner-Massivs im Osten. An den Hängen des Stückberg-Greiner-Massivs entspringt die Murach aus zahlreichen Quellen und fließt nach Westen hinunter durch Oberlangau, wo sie sich nach Süden wendet, und weiter durch Mitterlangau fließt. Dann fließt sie in sanftem Bogen nach Osten an Unterlangau, das etwas nach Westen versetzt liegt, vorbei weiter Richtung Pirkhof. Unterlangau liegt etwa 1 km südöstlich von Pullenried.
Die Bahnstrecke Nabburg–Schönsee ist stillgelegt.

## Geschichte
1285 wurde bereits ein Dorf Langau (villa Langenowe) erwähnt, das dem Amt Waidhaus unterstand. 1318 wurde das Goldwerk zu Langenau (zusammen mit der Öde Walprechtsreuth) für 60 Pfund Regensburger Pfennige an Konrad Paulsdorfer von Tännesberg verpfändet. Im Urbar von 1326 ist Langau nicht mehr aufgeführt. Auch die Goldschürfe Langenau wurde im Spätmittelalter nicht mehr erwähnt. Die Dörfer Ober-, Mitter- und Unterlangau wurden im 16. Jahrhundert gegründet.
Erstmals wird Unterlangau im Musterungsprotokoll von 1587 schriftlich genannt. Unterlangau gehörte zur Pfarrei Pullenried. Durch den Dreißigjährigen Krieg wurde die Umgebung von Unterlangau entvölkert.
Zur Gemeindebildung 1818 kam Unterlangau zur Gemeinde Mitterlangau, die 1830 mit Oberlangau zur Gemeinde Langau zusammengelegt wurde.
Zum Stichtag 23. März 1913 (Osterfest) wurde Unterlangau als Teil der Pfarrei Pullenried mit neun Häusern und 56 Einwohnern aufgeführt. Am 1. Juli 1976 wurde Unterlangau ebenso wie der Rest der Gemeinde Langau in die Stadt Oberviechtach eingegliedert.
Am 31. Dezember 1990 hatte Unterlangau 50 Einwohner und gehörte zur Pfarrei Pullenried und zur Gemeinde Oberviechtach.